# 三昧
サマーディ（Samadhi）の音写である三昧（さんまい、サンスクリット語: समाधि、samādhi）は、仏教、ヒンドゥー教、ジャイナ教、シーク教などインド発祥の宗教やヨーガにおける瞑想で、精神集中が深まりきった後に訪れる深い瞑想状態、またはその先のさらに深い宇宙意識状態のことを言う。三摩地（さんまぢ）、三摩提とも音訳され、定、等持と義訳される。

## 語源
サマーディの語は「組み合わせ」という原義から「心を等しく持すること」の意に転じたもので、サマーパッティ (samāpatti, 等至) とも意味内容はほぼ同じとされる。
インドでは聖者の入滅をサマーディと表現する。

## 漢訳における意訳
Samādhi を意訳したものとして、以下のような言葉がある。
- 定 - 心を一処に定めて動くことがない、の意。
- 正受 - 正しく所観の法を受ける、の意。
- 調直定  心に暴を調え、心の曲がるのを直し、心が散るのを定める、の意。
- 正心行処 - 心の動きを正して、法に合わせるための依処である、の意。
- 息慮凝心 - :縁慮を止めて心念を凝結する、の意。

### 『摩訶止観』において
天台智顗（）による『摩訶止観』（まかしかん）では、四種三昧（ししゅざんまい）として四つに分けられている。
- 常坐三昧（一行三昧） - 90日間座り続ける。
- 常行三昧（仏立三昧） - 『般舟三昧経』に基づき、90日間阿弥陀仏の周りを回りながら念仏を行う。
- 半行半坐三昧 - 本尊の周りを歩く行と、座る行を行う。
  - 方等三昧 - 『大方等陀羅尼経』に基づいて7日間行われる。
  - 法華三昧 - 『法華経』に基づき37日間または21日間行われる。
- 非行非坐三昧（随自意三昧）

## 仏教
仏教におけるサマーディは、八正道のひとつ、正定である。

## ヒンドゥー教
ヒンドゥー教ヨーガ学派経典のヨーガ・スートラでは、三昧とは静慮があたかも客体のみになって自体が空になったかのような状態であると定義される。ヨーガ・スートラでは以下のように、「有想（うそう）三昧」と「無想（むそう）三昧」（第1章17-18節）、「有種子（うしゅし）三昧」と「無種子（むしゅし）三昧」（第1章41-51節）の別が説かれている。
有想三昧（サンプラジュニャータ・サマーディ）
尋（ヴィタルカ）、伺（ヴィチャーラ）、楽（アーナンダ）、我想（アスミター）の意識対象が伴っている三昧。
無想三昧（アサンプラジュニャータ・サマーディ）
行（サンスカーラ）だけが残っている三昧。
有種子三昧（サビージャ・サマーディ）
心の対象が残っている三昧。ヨーガスートラに述べられる定（サマーパティ）の種類には有尋定（うじんじょう、サヴィタルカ・サマーパティ）、無尋定（むじんじょう、ニルヴィタルカ・サマーパティ）、有伺定（うしじょう、サヴィチャーラ・サマーパティ）、無伺定（むしじょう、ニルヴィチャーラ・サマーパティ）がある。
無種子三昧（ニルビージャ・サマーディ）
真智（直感智）さえも止まり、すべての心作用が止滅した時に生じる三昧。

## ヨガ
ヨガにおけるサマディの境地には7つの段階がある。
ヴィタルカ・サマディ
ニルヴィタルカ・サマディ
ヴィチャーラ・サマディ
ニルヴィチャーラ・サマディ
アーナンダ・サマディ
アスミタ・サマディ
アサンプラガティ・サマディ (究極のサマディ)

## 俗用
- 他の名詞の後に付いて「-ざんまい」と連濁化し、一心不乱に事をするさま（例：読書三昧）や、むやみやたらにしたがるさま（例：贅沢三昧）を表す[4]。
- 平安時代以来、火葬場のことを三昧（さんまい）といった[5]。三昧場（さんまいば）は、墓地、火葬場、もしくは死者の冥福を祈るために墓地の近くに設けた堂などを指す[6][4]。元は天台宗における法華三昧や源信の念仏結社「二十五三昧講」に由来すると言われ、いずれも葬送の際に念仏が唱えられたことに由来すると考えられている。平安時代後期には「三昧」の語が用いられている（『中右記』保安元年9月26日条）。中世から近世にかけては火葬や土葬、墓地の管理に携わる三昧聖と呼ばれる民間宗教者の存在が確認できる[7]。